# أرمالايت
أرمالايت (بالإنجليزية:ArmaLite, Armalite)، هي شركة أسلحة خفيفة أمريكية، تأسست عام 1954 في هوليوود في كاليفورنيا. توقفت أعمالها في ثمانينيات القرن العشرين. ثم أعاد مارك ويسترم إحياء نشاط الشركة عام 1996.
لفتت فكرة الدخول في صناعة الأسلحة الخفيفة اهتمام رئيس الشركة في ذلك الوقت ريتشارد بوتيل في شركة فيرتشايلد للمحركات والطائرات؛ ثم أدمجت شركة فيرتشايلد مع شركة أرمالايت في 1 أكتوبر 1954. كان أول تصميم قدمته الشركتان معاً إيه آر-1 باراسنايبر  في عام 1952، استُعمل فيه رغوة الألياف الزجاجية وسبطانة مركبة من بطانة من الصلب داخل غلاف من الألومنيوم. لم يستخدم هذا السلاح كثيراً، ولكن عندما طُلب من الشركة المنافسة في مسابقة لتصميم بندقية نجاة للمظليين، قدمت تصميم إيه آر-5 وإيه آر-5 عام 1956. وأعقب ذلك دعوة للتنافس على تصميم بندقية قتالية جديدة للقوات الأمريكية، ما نتج عنه تصميم بندقية إيه آر-10؛ إلا أن تصميم البندقية إيه آر-10 لم يحقق فوزاً في مسابقة عام 1957، ولكن تم إعادة استخدام العديد من أفكارها في تصميم البندقية إيه آر-15 الأصغر والأخف وزناً.
بعد الفشل المتكرر الذي منيت به الشركة في السوق، باعت شركة فيرتشايلد حقوق رخصة تصميم بندقيتي إيه آر-10 وإيه آر-15 لشركة كولت. وإيه آر-10 لشركة ألمانية. باعت فيرتشايلد حصتها في أرمالايت في عام 1962، وفي تلك السنة باعت كولت تصميم إيه آر-15 للقوات الجوية الأمريكية لتسليح قوات قاعدة الأمن. أرسلت النسخ التجارية إلى القوات الخاصة الأمريكية في فيتنام، والتي سجلت نجاحاً باستخدام هذا السلاح، فاعتمد كسلاح رئيسي للجيش بدءاً من عام 1964، كبندقية مخصصة رسمياً عيار 5.56 ملم وهي إم 16 وبقيت بندقية القتال الرئيسي للجيش الأمريكي بشكل أو بآخر حتى أكتوبر 2016. ومع ذلك فهي في طور التخلص التدريجي من الأسلحة الأخرى ولا سيما بندقية إم27-آي إيه آر، ومن المتوقع أن تكون خارج الخدمة بحلول منتصف عام 2030.

## التاريخ
بدأت كشركة هندسية مهتمة بالأسلحة الخفيف أسسها جورج سوليفان وهو محامي براءات الاختراع لشركة لوكهيد، ومولتها شركة فيرتشايلد للمحركات والطائرات. بعد إستئجار محل أسلحة صغير في بوليفارد سانتا مونيكا في هوليوود3، تعاقد سوليفان مع العديد من الموظفين وبدأ العمل على نموذج سلاح نجاة خفيف للمظليين. في أكتوبر 1954 تأسست الشركة باسم آرمالايت وأدمجت كفرع في شركة فيرتشايلد، وبسبب رأس المال المحدود وصغر محل الأسلحة، لم تكن نية آرمالايت تصنيع السلاح. ركزت بدلاً من ذلك على إنتاج أفكار وتصاميم أسلحة خفيفة لتباع أو ترخص لمصانع أخرى. خلال تجربة النموذج الأولي الخاص بالشركة للنجاة في ميدان التدريب المحلي قابل سوليفان، يوجين ستونر وهو مبتكر أسلحة خفيفة موهوب والذي تعاقد معه سوليفان على الفور ليكون كبير المصممين في أرمالايت. كان ستونر جندياً في البحرية الأمريكية في الحرب العالمية الثانية وخبيراً في الأسلحة الخفيفة. كان يعمل في عدة وظائف منذ بداية الخمسينيات أثناء بناءه لنماذج بنادق أولية خلال وقته الإضافي. وفي ذلك الوقت كانت آرمالايت شركة صغيرة جداً (حيث تكونت في أواخر عام 1956 من تسعة موظفين من ضمنهم ستونر).
بوجود ستونر كبيراً للمصميمن، وصلت الشركة سريعاً لعدد من نماذد البنادق مثيرة للاهتمام. كان أول نموذج تم تبنيه من الشركة للإنتاج هو البندقية إيه آر-5، وهي بندقية نجاة تلقم برصاص 22. هورنيت. تبنت القوات الجوية الأمريكية بندقية إيه أر-5 وأطلقت عليها اسم إم إيه-1 بندقية نجاة.
قدمت بندقية إيه أر-7 كبندقية نجاة للمدنيين في وقت لاحق تلقم برصاص 22.لونج رايفل. وهي بندقية نصف آلية شبيهة ببندقية إيه أر-5 التي يمكن تفكيكها، وتخزن مكوناتها في مسند الكتف. صنعت البندقية بشكل رئيسي من السبائك، وتمتلك القدرة على الطفو سواء تم تجميعها أو إبقاء القطع مخزنة داخل مسند الكتف وبذلك بسبب تصميم المسند المملوء بالرغوة البلاستيكية.أنتجت البندقية إيه أر-7 والبنادق المشتقة منها من العديد من الصانعين منذ تقديمها في أواخر الخمسينيات، وينتجها حالياً مصنع هنري ريبيتنج للأسلحة في نيوجيرسي وما زالت البندقية ذات شعبية حتى اليوم.
قضي معظم وقت وجهد الشركة الهندسي في العامين 1955 و 1956 في تطوير النماذج الأولية والتي سوف تصبح فيما بعد بندقية إيه أر-10. والمبنية على النموذج الأولي الرابع لستونر، صنعت بندقيتين صناعة يدوية وجربتهما شركة سبرينغ فيلد في أواخر 1956 ومجدداً في 1957 كبديل ممكن للبندقية إم 1 المبجلة التي عفا عليها الزمن. واجهت البندقية إيه أر-10 غير المجربة في الحرب منافسة بندقيتين رائدتين وهما بندقية تي-44 وهي تحديث لبندقية إم1 والتي أصبحت بندقية إم14 وبندقية تي-48 وهي نسخة من البندقية البلجيكية المشهورة إف إن فال. كانت البندقيتين في الصدارة لسنوات عديدة متفوقتين على بندقية إيه أر-10 من ناحية التطوير والتجريب، وإمتلكت بندقية إم14 ميزة إضافية أنها من تصميم شركة سبرينغفيلد الوطنية. في النهاية إختيرت بندقية إم14 عوضاً عن إيه أر-10 وتي-48.
استمرت أرمالايت في التسويق لبندقية إيه آر-10 المصنوعة يدوياً بشكل محدود في مؤسستها في هوليوود. يشار إلى هذا الإنتاج المحدود اليدوي اليوم بنموذج «إيه آر-10 هوليوود». عام 1957 باعت فيرتشايلد/أرمالايت رخصة تصنيع لمدة سنوات للبندقية إيه آر-10 لمصنع أسلحة ألماني يدعى «أرتيليري إنريشتينغين» (إيه آي).بتغيير مقايسس البندقية إلى النظام المتري، وجدت الشركة الألمانية في نموذج هوليوود نقصاً في عدد من النواحي، وقامت بإحداث تغيير كبير في تصميم وهندسة البندقية استمر طوال فترة الإنتاج في هولندا.
قسم مؤرخوا السلاح إنتاج بندقية إيه آر-10 المصنوعة ضمن رخصة (إيه آي) إلى ثلاث نسخ محددة وهي «النموذج السوداني» و«النموذج الانتقالي» و «النموذج البرتغالي». إكتسبت النسخة السودانية إسمها عن طريق بيعها للحكومة السودانية، والتي إشترت قرابة 2500 قطعة من البندقية، في حين أدرجت تغييرات إضافة للنموذج الانتقالي على أساس الخبرة المكتسبة من استخدام النموذج السوادني. وكان النموذج النهائي هو النموذج البرتغالي حيث كان نموذجاً محسناً مختلفاً بيع للقوات الجوية البرتغالية ليستخدمها المظليون. في حين قلل إنتاج مصنع (إيه أي) للبندقية إيه أر-10 من أهمية متجر أرمالايت الذي كان لا يزال محدوداً، وثبت أن المبيعات للجيوش الأجنبية بعيد المنال. إشترت جواتيمالا وبورما وإيطاليا وكوبا والسودان والبرتغال بندقية إيه آر-10 بعدد قليل لقواتها، وكانت النتيجة أن مجموع من أنتج من البندقية كان أقل من 10000 بندقية في أربع سنوات. يبدو أنه لم يتم نقل أو تبني أي من تغييرات التصميم وتحسينات المنتج التي قامت بها (إيه آي) إلى شركة أرمالايت.
بسبب خيبات الامل من مبيعات بندقية إيه آر-10، قررت شركتي فيرتشايلد/أرمالايت بإنهاء تعاونهما مع شركة (إيه آي)والتركيز بدلاً من ذلك على إنتاج نسخة قصيرة السبطانة من إيه آر-10 لتلبية متطلبات القوات الجوية الأمريكية. باستعمال نموذج هوليوود الذي تم تقليص أبعاده ليستوعب طلقات من.223 ريمنتغتون عيار (5.56 ملم). وأدى هذا إلى ظهور سلاح إيه آر-15 من تصميم يوجين ستونر وجيم سوليفان وبوب فيرمونت بعيار 5.56 ملم. أعادت أرمالايت أيضا تقديم إيه آر-10 باستخدام التصميم المقتبس من نموذج هوليوود الأصلي لعام 1956، وإختارت اسم إيه آر-10 إيه. وبسبب عدم قدرة الشركة على إنتاج بنادق بكميات كبيرة أجبرت على منح رخص للسلاحين لشركة كولت في بداية 1959. وفي نفس السنة نقلت الشركة مكتبها ومتجر الهندسة والإنتاج إلى كوستا ميسا كاليفورنيا.